# Jersey (Kleidung)

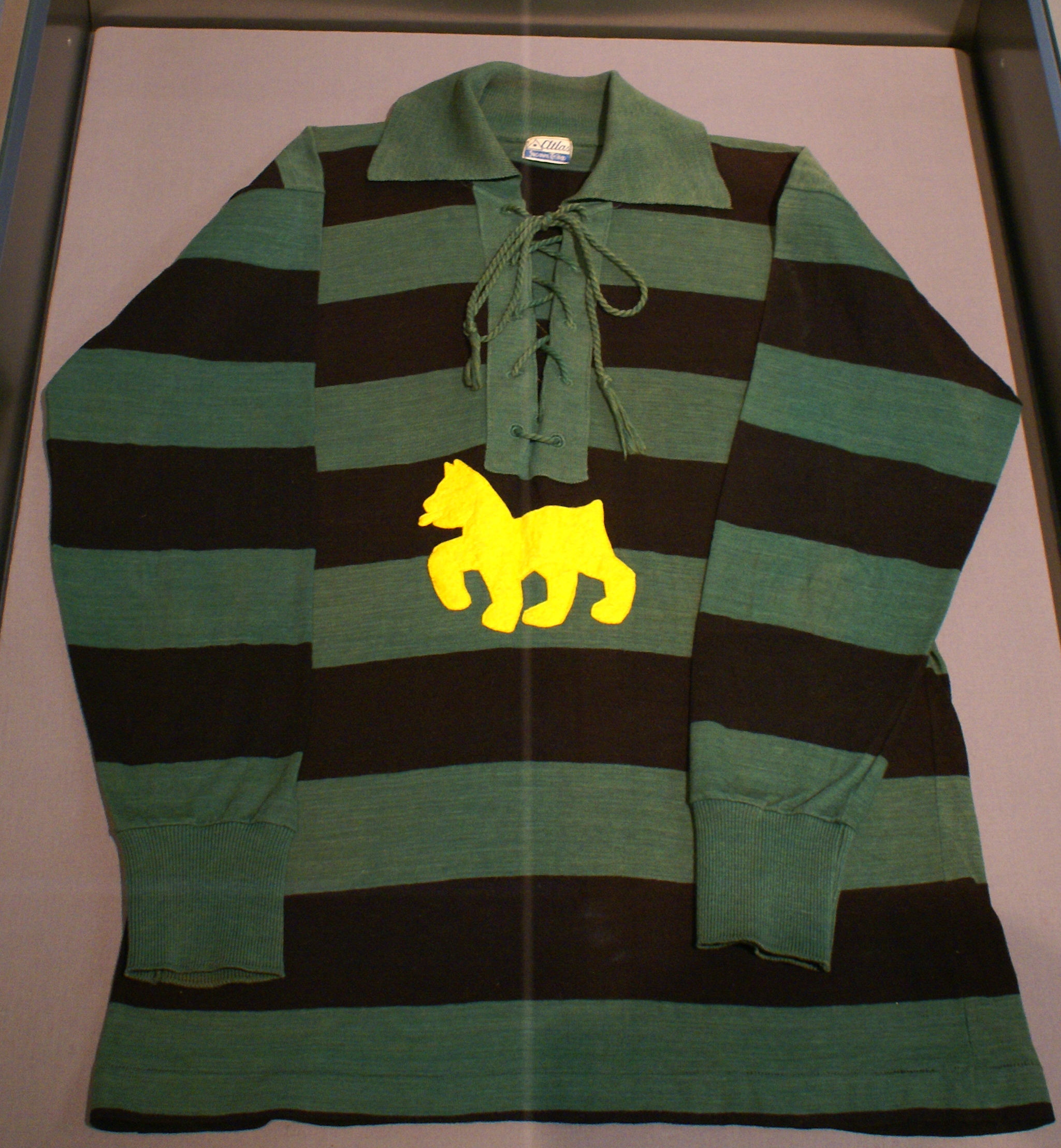
Ein Eishockey-Jersey

Jersey ist die Bezeichnung für ein Kleidungsstück. Dieses wird unter anderem als Hemd, Pullover oder Polohemd mit langen Armen getragen. Im Gegensatz zur Strickjacke besitzt ein Jersey allerdings keine Öffnung auf der Vorderseite. Jerseys werden in verschiedenen Sportarten getragen, unter anderem, um die Zugehörigkeit zu einer Mannschaft anzuzeigen.
Der Name stammt vermutlich von der größten und bekanntesten der Kanalinseln, Jersey, ab.